# Ślizg (czasopismo)
Ślizg – miesięcznik zajmujący się tematyką inline, później deskorolki, snowboardingu i kulturą hip-hopową. 
Autorem nazwy czasopisma był Krzysztof Teodor Toeplitz, ojciec Franciszka, organizującego ten projekt.
Pismo wydawane od września 1995, zaprzestało działalności w styczniu 2007. Na łamach pisma od drugiego (trzeciego) do ostatniego numeru ukazywał się komiks Jeż Jerzy.
Do sprzedaży wraz z magazynem dołączana była płyta CD. Na kompilacjach sygnowanych przez Ślizg ukazały się m.in. nagrania takich wykonawców jak: AbradAb, Mezo, Lilu, Ski Skład, Pięć Dwa Dębiec, Molesta Ewenement, O.S.T.R. oraz K.A.S.T.A. Miesięcznik przyznawał także coroczne wyróżnienia pod nazwą Ślizgery, m.in. w kategoriach Wykonawca roku i Album roku. Po zaprzestaniu druku, nadawanie Ślizgerów kontynuowano za pośrednictwem kolejnych for dyskusyjnych (slizg.eu do edycji 2018, slizgawka.eu od edycji 2019).